# Östafrikanska gemenskapen
Östafrikanska gemenskapen (engelska: East African Community, EAC; swahili: Jumuiya ya Afrika ya Mashariki) är ett mellanstatligt samarbetsorgan mellan sex östafrikanska stater: Burundi, Kenya, Rwanda, Sydsudan, Tanzania och Uganda. Organisationen bildades ursprungligen 1967, men kollapsade 1977. År 2000 återuppväcktes samarbetet, på Kenyas initiativ. Organisationens mål är att bilda en politisk federation, Östafrikanska federationen, som ska föregås av en tullunion och en valutaunion. Sydsudan var den senaste medlemsstaten att ansluta sig till gemenskapen. Organisationens högkvarter ligger i Arusha, Tanzania. I januari 2023 planerar East African Community (EAC) att ge ut en gemensam valuta inom de kommande fyra åren. Organisationens ministerråd måste besluta om placeringen av East African Monetary Institute och upprättandet av en färdplan för utfärdandet av den gemensamma valutan..

## Medlemsstater
- Kenya (2000)
- Uganda (2000)
- Tanzania (2000)
- Burundi (2007)
- Rwanda (2007)
- Sydsudan (2016)

## Organ
Bland EAC organ finns bland annat en domstol och en lagstiftande församling. Ledamöterna i den sistnämnda väljs av medlemsländernas parlament.
- Östafrikanska parlamentet (The East African Legislative Assembly)
- East African Court of Justice
- Summit of Heads of State and or Government
- Ministerrådet (Council of Ministers)
- Co-ordination Committee
- Sectoral Committees
- Sekretariatet (The Secretariat)